# Marcos dos Santos Ferreira
Marcos dos Santos Ferreira (Dourados, 4 de julho de 1978) é um futebolista paralímpico brasileiro. Atualmente, atua na seleção brasileira de futebol de 7, exclusiva a deficientes intelectuais; na qual representou seu país nos Jogos Olímpicos de Verão de 2016, no Rio de Janeiro.